# اوت-وین
شهرستان اوت-وین (به فرانسوی: Haute-Vienne) در ناحیه لیموزین در کشور فرانسه واقع شده‌است.

## نگارخانه

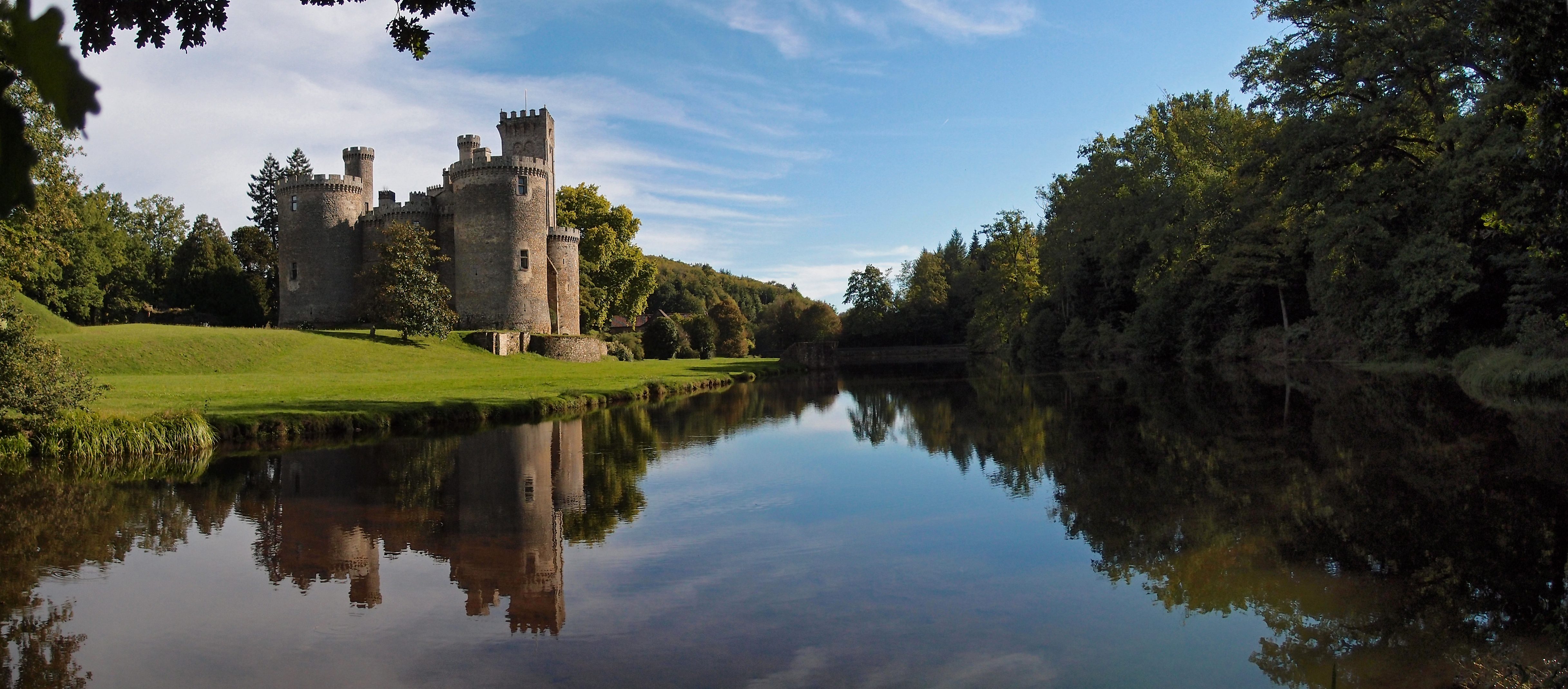
Château de Montbrun
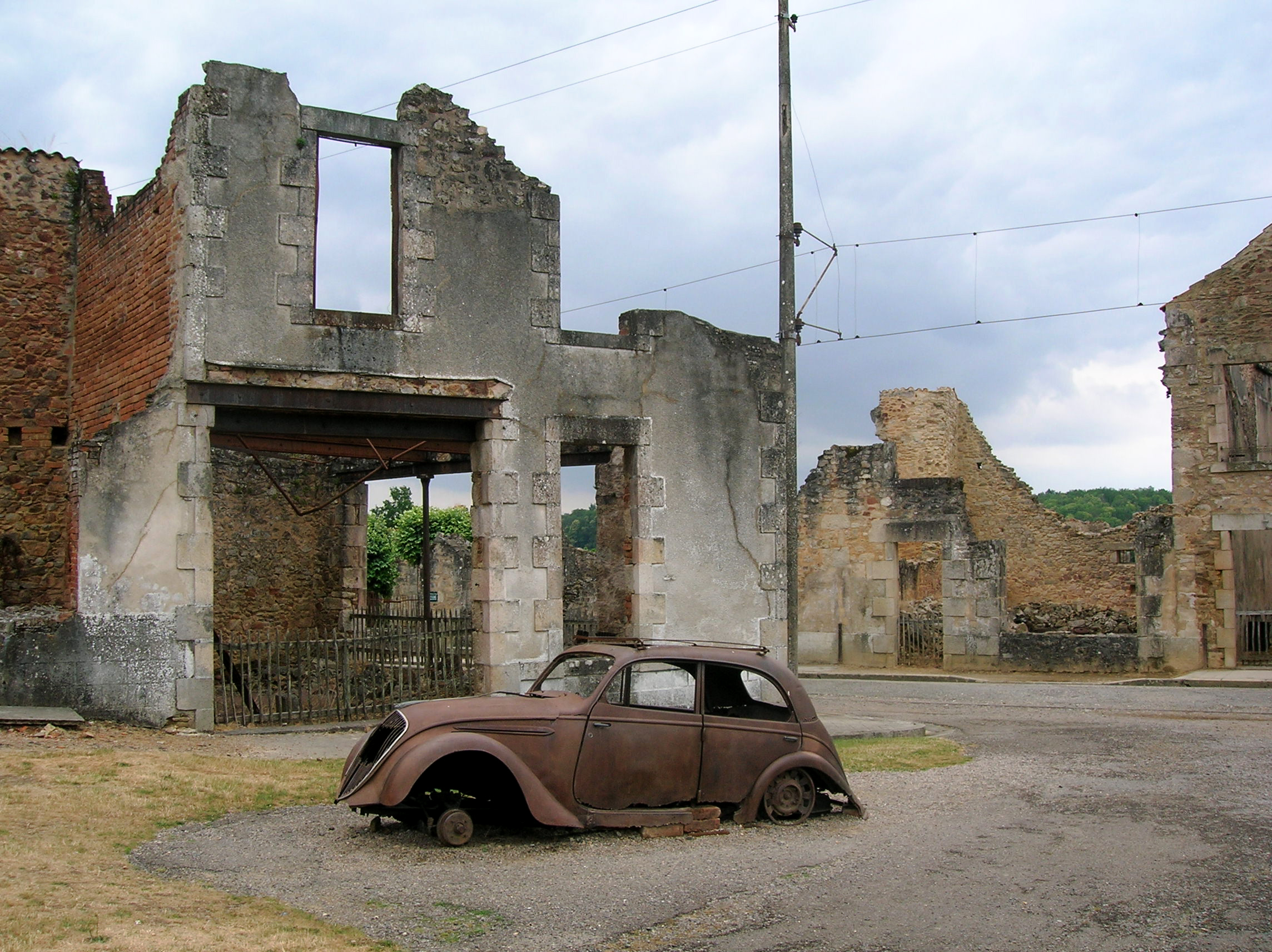
Ruins of اورادور-سور-گلان
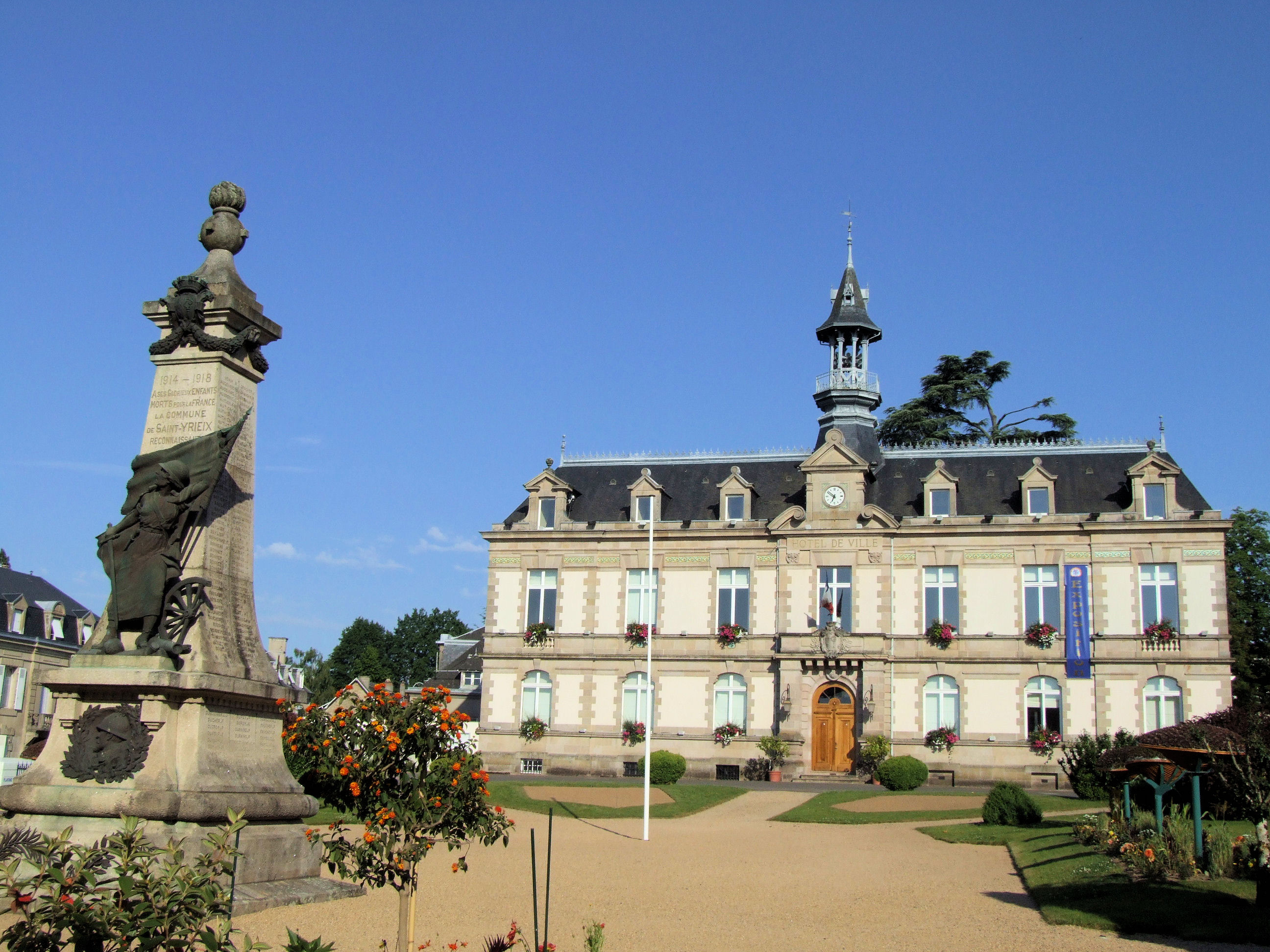
Saint-Yrieix-la-Perche
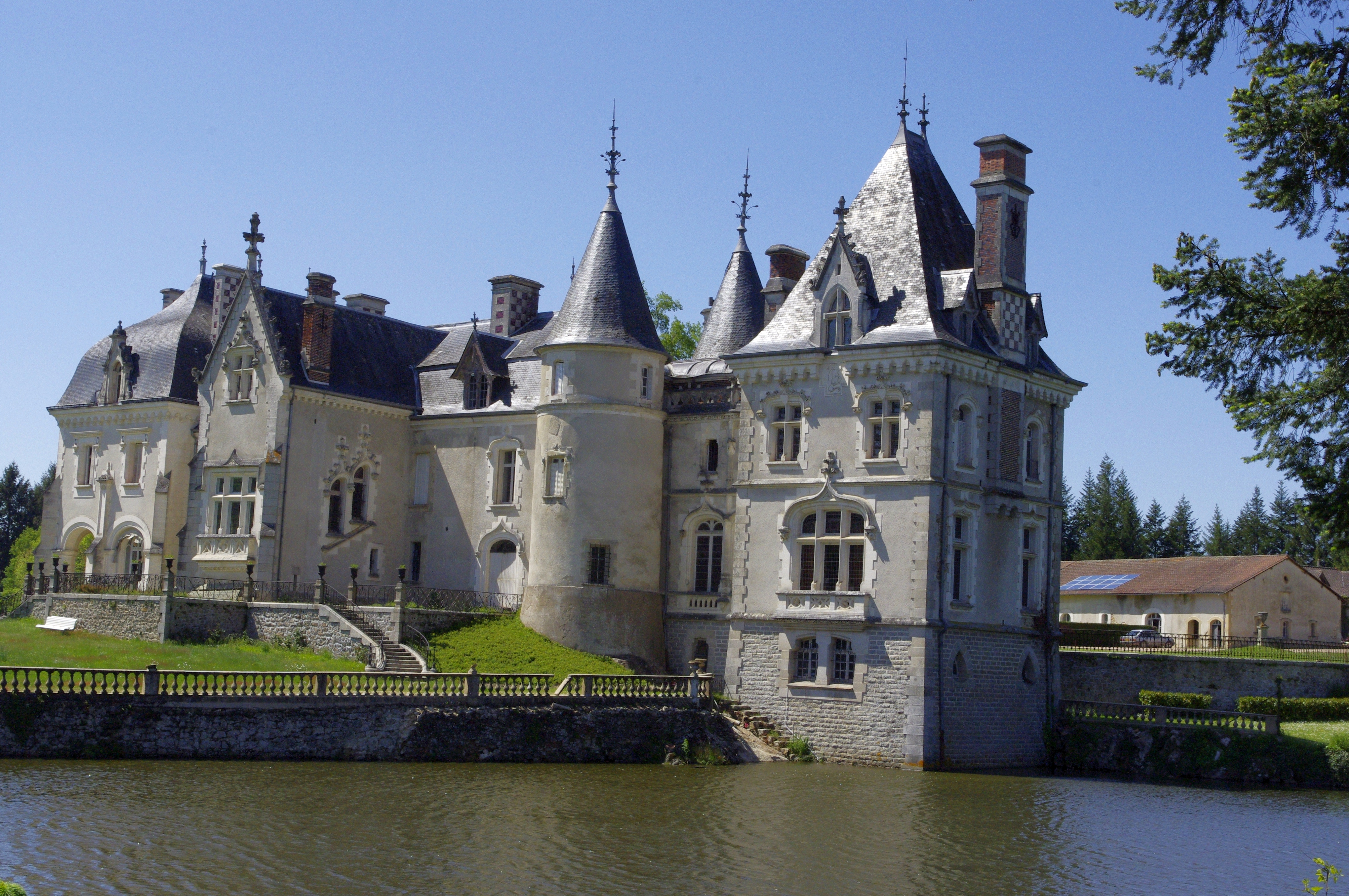
Maisonnais-sur-Tardoire
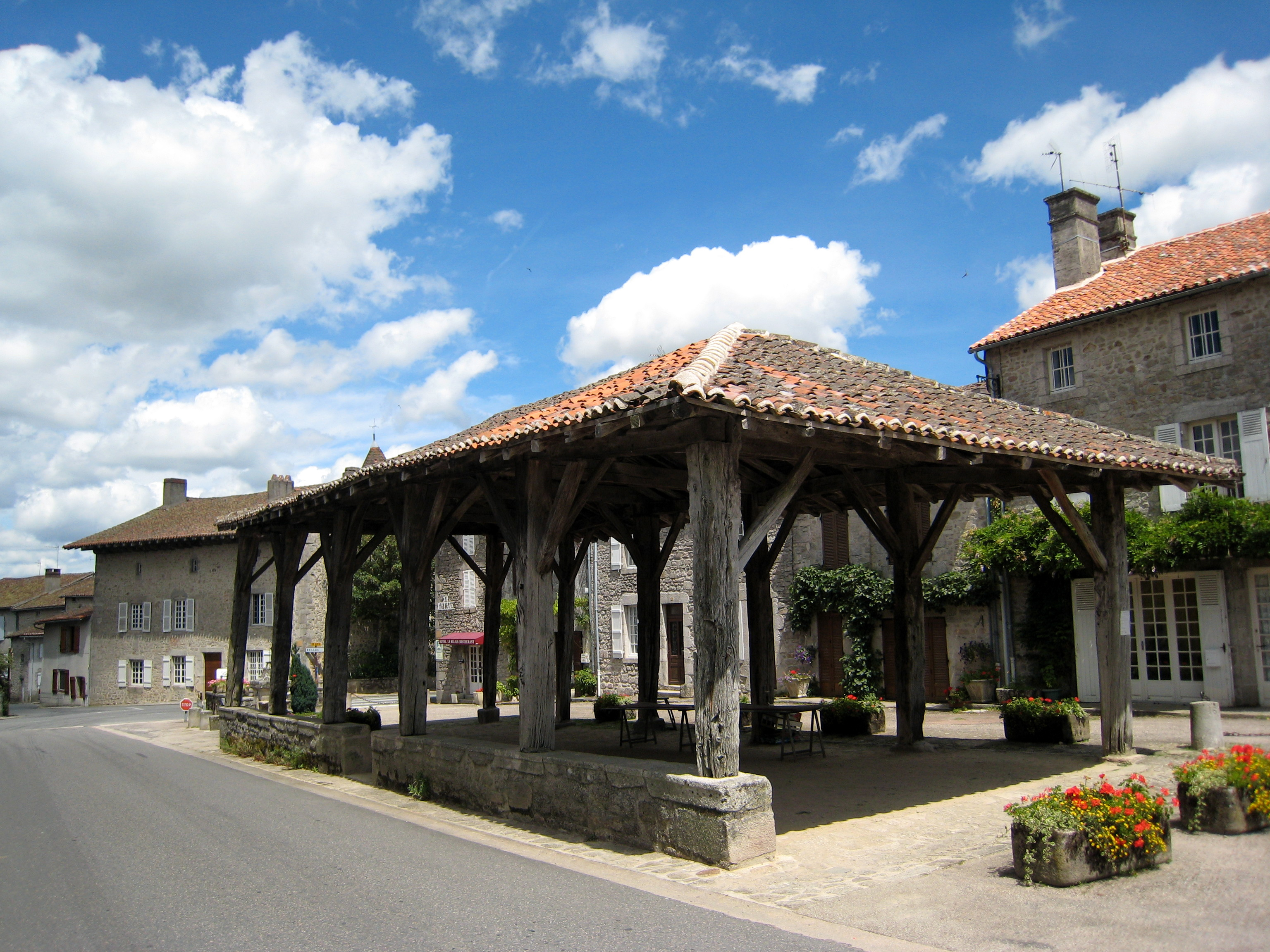
Mortemart